# Mad Max (Band)
Mad Max ist eine deutsche Hard-Rock-Band aus Münster, die aus dem Sänger Steven Screamz, den Gitarristen Jürgen Breforth und Dethy Borchardt, dem Bassisten Fabian „Fabs“ Ranft und dem Schlagzeuger Axel Kruse besteht.

## Bandgeschichte

### Klassischer Hardrock
Der gerade volljährig gewordene und den Berufsweg eines Rechtspflegers einschlagende Jürgen Breforth spielte 1980 in seiner Geburtsstadt Münster elektrische Gitarre. Die Coverband, die er mit seinen Freunden bildete, hieß Way Out. Mit dem Sänger Andreas Baesler, einem zweiten Gitarristen namens Wilfried „Willi“ Schneider, dem Bassisten Thomas Hoffmann und dem Schlagzeuger Uwe Starck war 1981 eine stabile Einheit entstanden, die sich auf Vorschlag von Baesler in Mad Max umbenannte. Der erste Mad-Max-Film war noch weitestgehend unbekannt und man war sich nicht im Klaren darüber, dass man einen angehenden „Kultnamen“ gewählt hatte. Breforth erklärte die Mad-Max-Trilogie 1987 zu seinen Lieblingsfilmen. 2006 ließ er allerdings im Fragebogen die Rubrik offen und 2013 schwärmte er von Quentin Tarantino.
Anfangs spielte man die Hits der Rolling Stones und von Deep Purple, AC/DC und Status Quo nach, ehe man zu eigenen Kompositionen überging, um den anderen Coverbands in Münster etwas voraus zu haben. Eine erste, in Lüneburg aufgenommene, EP mit vier Liedern im Singleformat erschien bei einem Kleinlabel noch 1981 unter dem Titel In Concert. 1982 folgte die erste LP. Sie erschien als Eigenveröffentlichung und trägt über dem Mad-Max-Logo den Schriftzug Heavy Metal, der bei der Neuausgabe (ebenfalls 1982) durch das Label Roof Records fehlt (dafür wurde eine Coverzeichnung hinzugefügt), weshalb sie als Mad Max zitiert wird. Verkaufte sich die Selbstproduktion noch gut, wodurch das Interesse von Roof Records überhaupt geweckt worden war, blieb der nächste Absatzschub aus. Aufgrund der enttäuschenden Resonanz zog sich Andreas Baesler zurück. Er widmete sich einer Theaterlaufbahn und wurde ein bekannter Musiktheater- und Schauspielregisseur. Auch Thomas Hoffmann gehörte bald nicht mehr der Formation an. Er fühlte sich eingeengt und zog das Privatleben dem Popularitätsstreben vor.
Anfang 1983 stießen Michael Voss (Gesang) und Jürgen Sander (Bass) zu den an ihrem Traum vom Erfolg festhaltenden Musikern. Voss war das jüngste Bandmitglied. Er brachte eine Vorliebe für die New Wave of British Heavy Metal und die Band Kiss mit. Darüber hinaus eine Erfahrung als Songwriter in seiner Band aus dem Münsteraner Umland. Im Jahresverlauf führte sie ihre Liveaktivität auch nach Österreich, wo sie mit Nightwing und Budgie auftraten. Außerdem war Mad Max Vorgruppe von Uriah Heep sowie von Atomic Rooster. Ergänzend zu ihrem Proberaumdemo machten diese Referenzen Mad Max für das niederländische Label Roadrunner Records attraktiv, deren erster deutscher Vertragspartner die Band wurde.
Im Oktober 1984 lag die zweite LP Rollin' Thunder vor. Sechs Stücke hatte Voss geschrieben, zwei Schneider und eines Breforth, nach eigenen Angaben melodiöser Hardrock der Marke Scorpions, Accept und Dio. Auf dem Weg in die angestrebte Professionalität kam es zu weiteren Besetzungswechseln, sodass Mad Max im November 1984 aus Michael Voss (Gesang), Jürgen Breforth (Gitarre), Christoph „Chris“ Wegmann (Gitarre), Roland Bergmann (Bass) und Axel Kruse (Schlagzeug) bestand. Ersatz für die „zurückgelassenen“ Mitstreiter (von denen Starck und Schneider die eigene Band Carrie gründeten) zu finden, war nicht schwer gewesen, da „die Rockszene in Münster superklein“ war, wie Breforth es ausdrückte, und man sich von daher bestens untereinander kannte. Die Chance als Vorband von Yngwie Malmsteen weitere Anhänger dazu zu gewinnen wurde vertan, weil man als Gruppe noch nicht eingespielt war und die Präsentation dementsprechend unprofessionell geriet.
Die dritte, im Herbst 1985 veröffentlichte LP Stormchild löste innerhalb der Metal-Hammer-Redaktion konträre Empfindungen aus: Nichtskönner, des Englischen nicht mächtig und musikalisch nur abkupfernd, oder eine starke Band, das war die Streitfrage. Bei seinerzeit noch dünn gesäten Metalpresse-Erzeugnissen hatte diese kritische Stimme unweigerlich Einfluss auf die Verkäufe, die infolgedessen schwach ausfielen. Über den Metal-Hammer-Verriss zeigte sich Voss lange verärgert. Später übte Breforth auch Selbstkritik, denn es seien zudem ein schlechter Sound, mangelnde Werbung und zu viele Lückenfüller für den Misserfolg verantwortlich gewesen. Im Dezember 1985 unternahm Mad Max eine Deutschland/Niederlande-Tournee mit Steeler sowie aufgrund wohlwollender Kritiken in der englischen Musikpresse eine Clubtour durch das Vereinigte Königreich. Aber Wegmann konnte studienbedingt nicht mitkommen und verließ gleich ganz die Band. Gerhard „Angel“ Schleifer ersetzte ihn, wechselte aber danach fest zu Sinner. Die Konsequenz daraus war, dass Voss die zweite Gitarre übernahm, die er in früheren Bands auch schon gespielt hatte – und bei Mad Max, wenn Proben nicht in voller Besetzung abgehalten werden konnten.
Von einem neuen Management angespornt, entstand 1986 ein Demo. Es fand Anklang beim Produzenten Michael Wagener, der die Band an seinen ebenfalls renommierten Kollegen Dirk Steffens (Accept, Sinner) verwies. Im Herbst 1986 waren die Aufnahmen zur LP Night of Passion abgeschlossen. Ein Gitarren-Solo in Love Loaded spielte der griechische Gitarrist Joshua Perahia ein. Er hielt sich mit seiner Band Joshua im Sommer in Deutschland auf, hatte aber keinen Proberaum. Mad Max teilte sich mit Joshua den Übungskeller und auch den Studioaufenthalt, sodass Joshua Perahia sich mit dem Angebot, ein Solo beizusteuern, bedankte. Genau diese Solo-Passage gefiel dem zum Album befragten damaligen Helloween-Sänger Michael Kiske am besten. Als Nebeneffekt der Kollegenhilfe entstand eine Freundschaft zu Joshua-Mitglied Ken Tamplin, die sich später noch auszahlen sollte. Erst etwa am Jahresanfang 1987 wurden auch die Produktionsarbeiten zum Abschluss gebracht. Sowohl Roadrunner als auch Mad Max waren nämlich mit dem Mix nicht zufrieden, weshalb Michael Voss zu Dan Johnson (Produzent von Savatage, Crimson Glory und Agent Steel) nach Florida flog, um die Aufnahmen neu abmischen zu lassen. Die Suche nach einem Covermotiv hielt die Band weiter auf – man wurde einfach nicht fündig. Letztlich engagierte man für das Coverfoto das Playboy-Playmate des Jahres. Alle Möglichkeiten waren nun ausgeschöpft, um kommerziell voranzukommen. Bon Jovi und Europe waren in Sachen breite Akzeptanz unter Musikkonsumenten die Vorbilder und markierten das eigene ehrgeizige Ziel. Man setzte auf eine weitere massenkompatible Maßnahme, und zwar auf die Sweet-Coverversion Fox on the Run, die aus dem Album als Single ausgekoppelt und MTV als Videoclip angeboten wurde. Das Lied lag den beiden Bandköpfen besonders am Herzen, weil Voss ein großer Sweet-Verehrer und das Album Desolation Boulevard, aus dem das Original stammt, Breforths allererste LP war.
Das Album Night of Passion, das im März 1987 erschien, wurde von einer Tour im Vorprogramm von Stryper promotet. Es verkaufte sich 35.000 Mal. Anschließend gab es noch eine deutschlandweite Radio-Promotionreise von Voss. Für Ende April/Anfang Mai waren drei Showcases in Hamburg, Münster und Bochum vorgesehen. Anfang Mai nahm man aber stattdessen die Chance eines Festivalauftritts wahr, dann startete im Mai eine richtige Tour inklusive der drei ursprünglich geplanten Auftritte, die in den Juni hineinreichte.
Eine vertrackte Labelpolitik sorgte in der zweiten Jahreshälfte für Unruhe: Ein von Mad Max eigenmächtig mit der amerikanischen RCA abgeschlossener Major-Deal wurde nicht wirksam, weil Roadrunner die Band nur unter der Bedingung lizenzieren wollte, wenn drei weitere Bands aus ihrem Hause mit übernommen würden. Während im September 1987 Roadrunner, noch im Glauben eine „Huckepack“-Abmachung einfädeln zu können, bei Max Norman (Ozzy Osbourne, Megadeth) Night of Passion für den amerikanischen Markt überarbeiten ließ und die zweite Singleauskopplung Hearts on Fire vorbereitete, eröffnete Mad Max die Shows von Pretty Maids. Dann trat die Situation ein, in der Roadrunner von Norman die Originalbänder zurück forderte. Michael Voss, überzeugt davon, der geplatzte RCA-Deal habe die internationale Karriere vermasselt, sah von einem auf den anderen Tag keine Perspektive mehr und stieg noch im September 1987 aus. Jürgen Breforth ließ offiziell verlauten, man habe sich auseinandergelebt und einvernehmlich getrennt, Vollblutmusiker Voss verteidigte seinen Entschluss: „Als ich nach der letzten Mad-Max-LP kein Geld mehr hatte, war ich gezwungen, mir mit Session-Bands meine Kohle zu verdienen. Da mußten wir dann so Top-Fourty-mäßig abfeiern.“ Er hatte im Moment seines Ausstiegs keine Alternative vorzuweisen, doch bald kam ein Anruf vom frisch bei Warlock ausgestiegenen Michael Eurich, der ihn für Casanova gewann. Unter diesem Namen wurde 1991 das von ihm geschriebene Lied Hollywood Angels, das für Mad Max bestimmt gewesen war, auf der selbstbetitelten Debüt-CD veröffentlicht.
Als Voss-Ersatz wurden Ralf Heyne (Gitarre) und der Engländer Keith Ellis (Gesang), eine Empfehlung von Victorys Bandleader Peter Knorrn, der kürzlich Sänger-Auditions durchgeführt hatte, engagiert. Anstelle von Hauptsongwriter Voss verfassten nun Breforth und Heine die Musik und der Muttersprachler Ellis steuerte die englischen Texte bei. Das Ergebnis liege, gab die Band 1988 an, im Stilumfeld von Dokken, Racer X und Yngwie Malmsteen. Über die Texte würden keine Zeigefinger-Botschaften vermittelt werden, es seien stattdessen „Boy-meets-Girl-Geschichten“ zur Unterhaltung. In der Nähe von Los Angeles sollte die Einspielung von Racer-X-Produzent Steve Fontano betreut werden. Die Veröffentlichung war für Anfang April 1989 vorgesehen. Verwirklicht wurde von all dem nichts. Roadrunner Records hatte den Glauben an die Band verloren, der nichts anders übrig blieb, als sich aufzulösen.
Breforth und Heyne machten Anfang der 1990er Jahre bei Tanner Hardrock mit peinlich schlechten deutschen Texten. Bergmann nahm ein Musikstudium in den Niederlanden auf und arbeitete nebenher als Studiomusiker vor allem im Jazz- und Blues-Bereich. 1995 schlossen sich der Ex-Mad-Max-Frontmann Michael Voss und Ex-Mad-Max-Aushilfsgitarrist Angel Schleifer, die bereits gemeinsam für das Album Night of Passion Lieder geschrieben hatten, unter dem Namen Demon Drive zusammen. Im Studio bedurfte es einzig Letter-X-Schlagzeuger Frank Kraus, live wurden sie von zwei Casanova-Mitgliedern unterstützt. Stilistisch sollte es in Richtung „Mad Max in einem zeitgemäßen Gewand“ gehen. 1999 tauchte Mad Max von neuem auf. Es war aber keine richtige Reunion, sondern die in Kontakt stehenden Breforth und Voss wollten einfach nur neu geschriebene Lieder auf CD festhalten. Zur Unterstützung zogen sie die Tanner-Rhythmussektion Yogi Spittka und Carsten Tischer hinzu. Dem Album Never Say Never fügten sie zwei Remakes von Bandklassikern bei: das Titelstück, das ursprünglich auf dem Album Stormchild zu finden ist, nebst dem Insider-Hit Hearts on Fire. Es erschien Ende des Jahres.

### Christlicher Hardrock

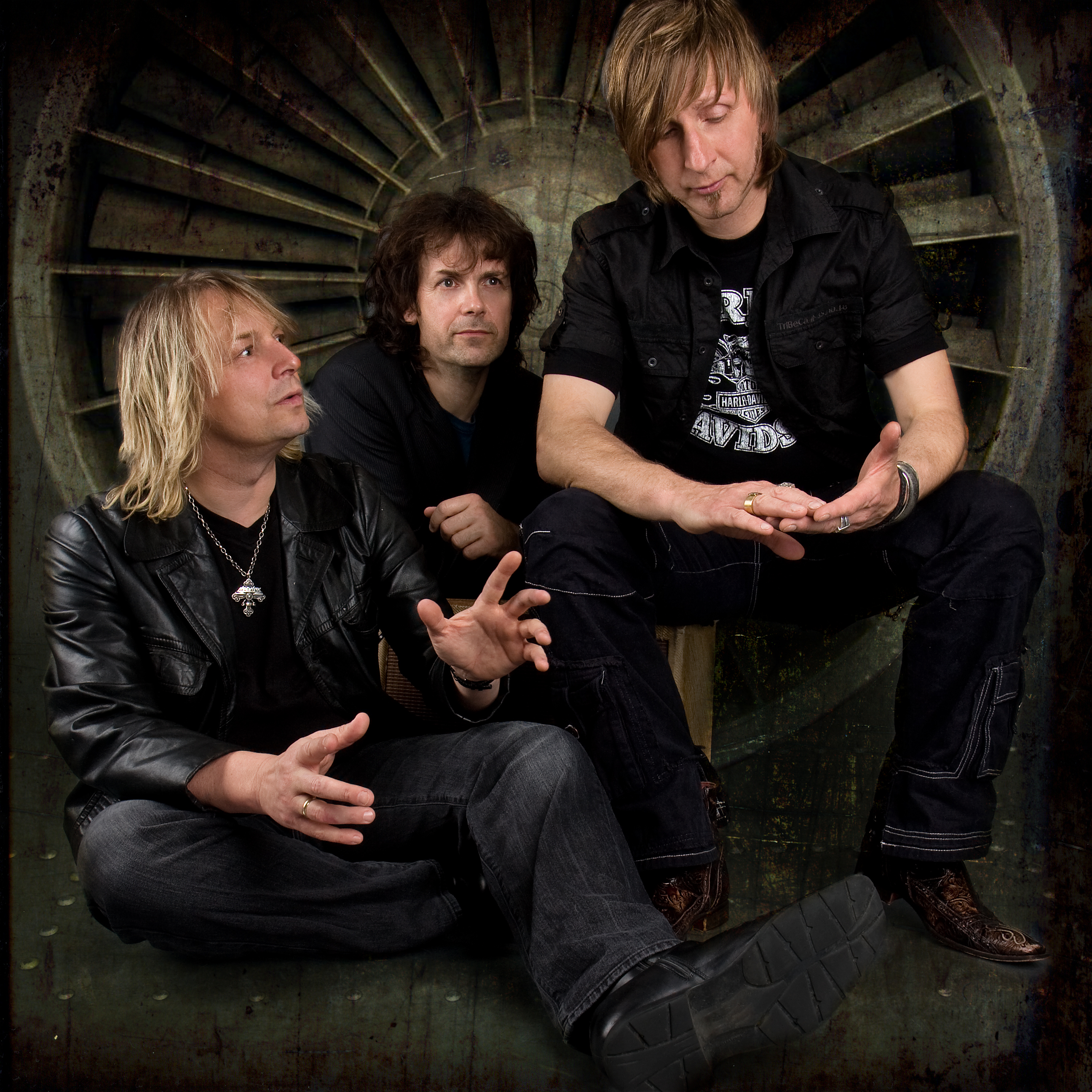
Mad Max, 2009

2005 wurde die als „Originalbesetzung“ geltende und aus Michael Voss, Jürgen Breforth, Axel Kruse sowie Roland Bergmann bestehende Besetzung wieder aktiviert. Sie brachte am 20. Januar 2006 das Album Night of White Rock heraus. Damit wurde ein Schwenk zur „christlichen Rockszene“ vollzogen. In den 1980er Jahren waren, laut Breforth, die Texte für die Bandmitglieder nicht entscheidend. Sie waren typisch für den dargebotenen Stil, nicht für die private Lebenseinstellung. Die gemeinsame Tour mit den führenden Vertretern des US-amerikanischen White Metal Stryper im Jahr 1987 habe einen bleibenden Eindruck hinterlassen. Deshalb hätten Voss und er beim Comeback von Mad Max auf dieses Gefühl zurückgegriffen. Breforth schrieb christliche Texte, Voss komponierte die Musik dazu. Voss kontaktierte die anderen beiden Stamm-Mitglieder ohne sicher zu sein, dass sie mitziehen würden. Beide setzten sich erst nach ihrer Zusage mit dem Glauben auseinander.
Die Texte werden weiterhin meist zuerst von Breforth verfasst, der einen in Kansas beheimateten Amerikaner zwecks Absicherung um Rat fragen kann, Voss schreibt danach die Musik dazu. Breforth beteuerte in der religiösen Phase: „Die Texte wollen dabei aber nichts predigen, sondern sollen dem Hörer eine Option anbieten – nämlich den Glauben.“ Für seine gemäßigte und interpretationsoffene Art der Thematisierung christlicher Werte erhielt er viel Anerkennung. Optisch brachte man die neue inhaltliche Ausrichtung durch weiße Kleidung zum Ausdruck. Und als zentrales Booklet-Motiv diente ein koptisches Kreuz.
Das Unglück einer anderen deutschen Hardrockband bedeutete großes Glück für Mad Max. Eigentlich sollte Châlice das Vorprogramm der Deep Purple/Alice-Cooper-Deutschland-Tour bestreiten, aber ein Missverständnis brachte Châlice kurzfristig um den begehrten Platz. Schließlich wurde Mad Max gebucht. Vor großem Publikum und jeweils einem Pulk von Pressevertretern bot die Gruppe in der ersten Februar-Hälfte 2006 im Gegensatz zu der Malmsteen-Tour pannenfreie Vorstellungen. Danach folgten Festivalauftritte. Darunter waren am 4. März ein Auftritt bei der Promikon, der internationalen Fachmesse für christliche Rock- und Popmusik in Mannheim, und am 22. April beim größten christlichen Rockfestival der Schweiz, dem Elements-of-Rock-Festival, ebenfalls flankiert von internationalen christlichen Künstlern.
Schlagzeuger Axel Kruse war zwischenzeitlich Mitglied bei Jaded Heart geworden, stand aber auch wieder Mad Max zu Diensten. Auch den Keyboarder Henning Wanner teilten sich beide Gruppen. Michael Voss half über diese Verbindungen hinaus bei einer Show in Frankreich bei Jaded Heart an der zweiten Gitarre aus. Im Tourbus entstand die Idee, im Doppelpack auf Europatournee zu gehen und dabei Schlagzeuger und Keyboarder in beiden Formationen aufzubieten. Umgesetzt wurde das Vorhaben im Mai 2006 (mit Paganini als dritter Band). Am 29. September 2006 kam die EP In White mit sechs Akustik-Neuaufnahmen, die einen gehörigen „Schmachtfaktor“ aufweisen, und geeignet für romantische verregnete Novemberabende seien, wie verschiedene Rezensenten bekundeten, in den Handel. Bereits am 23. Februar 2007 folgte das Album White Sands.
Mit der Zeit wurde die Zweigleisigkeit für Schlagzeuger Axel Kruse zu stressig, denn sowohl Jaded Heart als auch Mad Max nahm nicht nur Platten auf, sondern tourte auch ausgiebig. Kruse entschied sich für einen hundertprozentigen Einsatz bei Jaded Heart und somit gegen eine Fortsetzung seiner Mad-Max-Mitgliedschaft. Die Band beabsichtigte daraufhin eine Außendarstellung als Trio. Hinsichtlich der Live-Auftritte wollte man sich um einen Schlagzeuger und um einen Keyboarder kümmern. Nichtsdestotrotz wurde in den Medien Anfang 2008 die Verpflichtung von Schlagzeuger Jos Zoomer, Mitbegründer der holländischen Gruppe Vandenberg, als Komplettierung betrachtet. Das 2008er Werk Here We Are ist ein Jubiläumsalbum zum (freilich nicht durchgängigen) 25-jährigen Bestehen, auf dem viele verschiedene Künstler (z. B. Joe Lynn Turner (Ex-Rainbow, Ex-Deep Purple), Michael Schenker (Michael Schenker Group, Ex-UFO, Ex-Scorpions), Wolf Hoffmann (Ex-Accept), Don Airey (Deep Purple), Axel Rudi Pell, Sascha Gerstner (Helloween), Marc Storace (Krokus) und aus der christlichen Rockszene Oz Fox von Stryper sowie der besonders wertgeschätzte Ken Tamplin) einen mehr oder weniger großen Teil beigesteuert haben. Dies konnte eine Melodielinie sein, ein Gitarrenriff oder eine Textidee, die jeweils weiter ausgeformt wurde, wodurch die Lieder zu Gemeinschaftsarbeiten wurden. Das prominente Aufgebot der Beteiligten sorgte für Medienaufmerksamkeit über Deutschlands Grenzen hinaus, was den Erstverkäufen gut tat. Dass dies keine Nachhaltigkeit hatte, war der kleinen Plattenfirma A-Minor Records, die nicht darauf aufbaute, geschuldet. Ende November 2008 gab Mad Max zwei Gastspiele in Italien (Rom und Bologna) als Vorband von White Lion. Anschließend ging es 2009 mit Axel Rudi Pell auf Tour durch Deutschland, Belgien, die Niederlande und die Schweiz. Es saß jeweils Hans in 't Zandt am Schlagzeug. Der Ex-Vengeance hatte seinen Landsmann Jos Zoomer abgelöst.
Die Live-Höhepunkte des Jahres 2010 waren die erneuten Termine im Vorprogramm von Axel Rudi Pell und der Auftritt beim Wacken Open Air; nicht zu vergessen die zweite Teilnahme hintereinander am Rocklahoma-Festival in Pryor, Oklahoma, das die Band zu einer Huldigung in Liedform veranlasste, die das Album Welcome America aus demselben Jahr eröffnet.

### Stilistische Umkehr

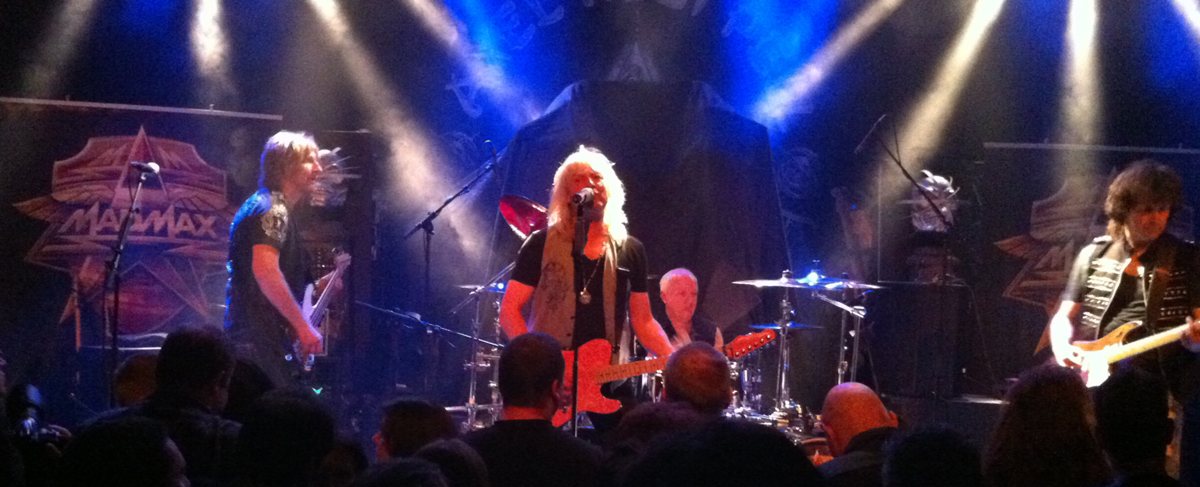
Mad Max live am 21. April 2012 in Weert, Niederlande

Ende 2011 unterschrieb die Band einen Plattenvertrag beim zu SPV gehörenden Steamhammer-Label und brachte im März 2012 – genau 25 Jahre nach Night of Passion – ein neues Album in der Originalbesetzung von 1985 auf den Markt. Bedingung von Seiten der Plattenfirm war, auf das „Weiße“ zu verzichten und an Night of Passion anzuknüpfen. Ohnehin hatten sich die Stimmen gemehrt, die genug davon hatten und sich die „alten Mad Max“ zurück wünschten. Der Titel lautet demonstrativ Another Night of Passion. Die Band tourte von April bis Juni 2012 ein weiteres Mal mit der Band um Axel Rudi Pell. Die 2013 erschienene Interceptor-CD enthält die zwei auf der Japantournee mit Michael Schenker entstandenen Stücke Streets of Tokyo und Godzilla sowie (nach Fever of Love auf dem Vorgängeralbum) die nunmehr dritte Sweet-Coverversion Turn it Down.
Im April 2014 sprang Schlagzeuger Axel Kruse wieder auf den Mad-Max-Zug auf und beendete damit seine Jaded-Heart-Zugehörigkeit. 2015 verließ Bassist Roland Bergmann die Band, um sich um andere Projekte zu kümmern. Als Ersatz wurde Thomas „Hutch“ Bauer in die Band geholt.

## Stil
In einem frühen Artikel hieß es, die stilistische Spannbreite von Mad Max reiche von Speed Metal über melodischen Midtempo-Rock bis Balladen. Dies pendelte sich allmählich bei der Bezeichnung „Melody Metal“, „Melodic Metal“ oder „Melodic Rock“ ein. Im Horror Infernal lautete die Typisierung „Hard Rock“. Allmusic kategorisiert die Band in der Übersichtsbox als Heavy Metal und im Beitext als klischeehaften Heavy-Rock.
Die Vergleichsbands waren im Metal-Magazin Crash Dokken und Europe und mit Einschränkung Accept. Dokken, Bon Jovi, Sinner und Europe waren die Vergleichsbands im Metal Hammer. Musikalisch sei eine Nähe zu Dokken erkennbar, textlich zu Europe, urteilte der vom Crash als „Kollegenkritiker“ eingesetzte Michael Kiske. Das Horror Infernal nannte zwecks stilistischer Orientierung Bon Jovi, Dokken und Europe. Allein auf Dokken legte sich das Internetmagazin Lords of Metal fest. Insbesondere der Stimme wegen wurden auf metalglory.com Praying Mantis und Tygers of Pan Tang angeführt. Im Interview mit metal-trails.com gestand Breforth 2013: „Dokken ist unser größter Einfluss, und wir wurden ja dazumal, in den Achtzigern, schon als deutsche Version von Dokken gehandelt.“
1999 konnte man dann im Rock Hard vom Aufleben des „teutonischen Hardrocksound[s] der Frühachtziger“ lesen. 2005 erfolgte die Neuausrichtung zum Melodic Rock mit christlichen Texten. Einen facettenreichen Hardrock machte das Webzine Squealer Rocks aus, der auf Here We Are etwas mehr in die AOR-Richtung tendiere.

## Diskografie
Studioalben
- 1982: Heavy Metal (Eigenveröffentlichung)
- 1984: Rollin' Thunder (Roadrunner Records)
- 1985: Stormchild (Roadrunner Records)
- 1987: Night of Passion (Roadrunner Records)
- 1999: Never Say Never (Point Music/AOR Heaven; 2001 in Japan als Criminal Religion veröffentlicht)
- 2006: Night of White Rock (Point Music/AOR Heaven)
- 2007: White Sands (Point Music/AOR Heaven)
- 2008: Here We Are (A-Minor Records)
- 2010: Welcome America (A-Minor Records)
- 2012: Another Night of Passion (Steamhammer/SPV)
- 2013: Interceptor (Steamhammer/SPV)
- 2018: 35 (Steamhammer/SPV)
- 2020: Stormchild Rising (Steamhammer/SPV)
- 2022: Wings of Time (Rock of Angels)

Sonstige
- 1981: In Concert (EP, Unit Art Records)
- 1987: Fox on the Run (Picture-Disc, Roadrunner Records)
- 1987: Hearts on Fire (Single, Roadrunner Records)
- 2006: In White (EP, Point Music/AOR Heaven)
- 2015: Thunder, Storm & Passion (Best-of-Doppel-CD, Steamhammer/SPV)